# بيتر غولدزورثي
بيتر غولدزورثي (بالإنجليزية: Peter Goldsworthy)‏ (12 أكتوبر 1951 في أستراليا)؛ كاتب، طبيب، شاعر وروائي أسترالي.

## روابط خارجية
- بيتر غولدزورثي على موقع IMDb (الإنجليزية)
- بيتر غولدزورثي على موقع ميوزك برينز (الإنجليزية)
- بيتر غولدزورثي على موقع ديسكوغز (الإنجليزية)
- بيتر غولدزورثي على موقع قاعدة بيانات الفيلم (الإنجليزية)